# Животилівсько-вовчанська група
Животилівсько-вовчанська група - археологічна група пам'яток мідної доби степу від Дністра до Дону.
Датується 3500—3000 роки до нашої ери.
Перші характерні пам'ятки знайдені у Посамар'я. Названа за колишнім козацьким селом у складі сучасного міста Новомосковськ Животилів Кут та знахідками у Вовчій.
Населення животилівсько-вовчанської групи продовжувало традиції нижньомихайлівської культури з сильним впливом  фінальної фази трипільської культури та племен Північного Кавказу майкопської культури.
Носії животилівсько-вовчанської культурної групи рухалися із заходу (ареал городсько-касперівської/гордінештської групи на Дністрі) на схід.
Можливо, що саме носії животилівсько-вовчанської культурної групи були провідниками майкопських впливів на терени України.

## Поховання
Животилівсько-вовчанські пам’ятки відомі за впускними похованнями до енеолітичних могил.  
Померлих укладали у скорченому на боці стані, в супроводі пізньотрипільського посуду, глиняних статуеток животилівського типу, підвісок-гачків та дрібних прикрас. Водночас у цих комплексах трапляється також майкопський посуд. Такі поховання виявлено вздовж нижніх течій річок від Дністра до Дону.